# Pour le Mérite

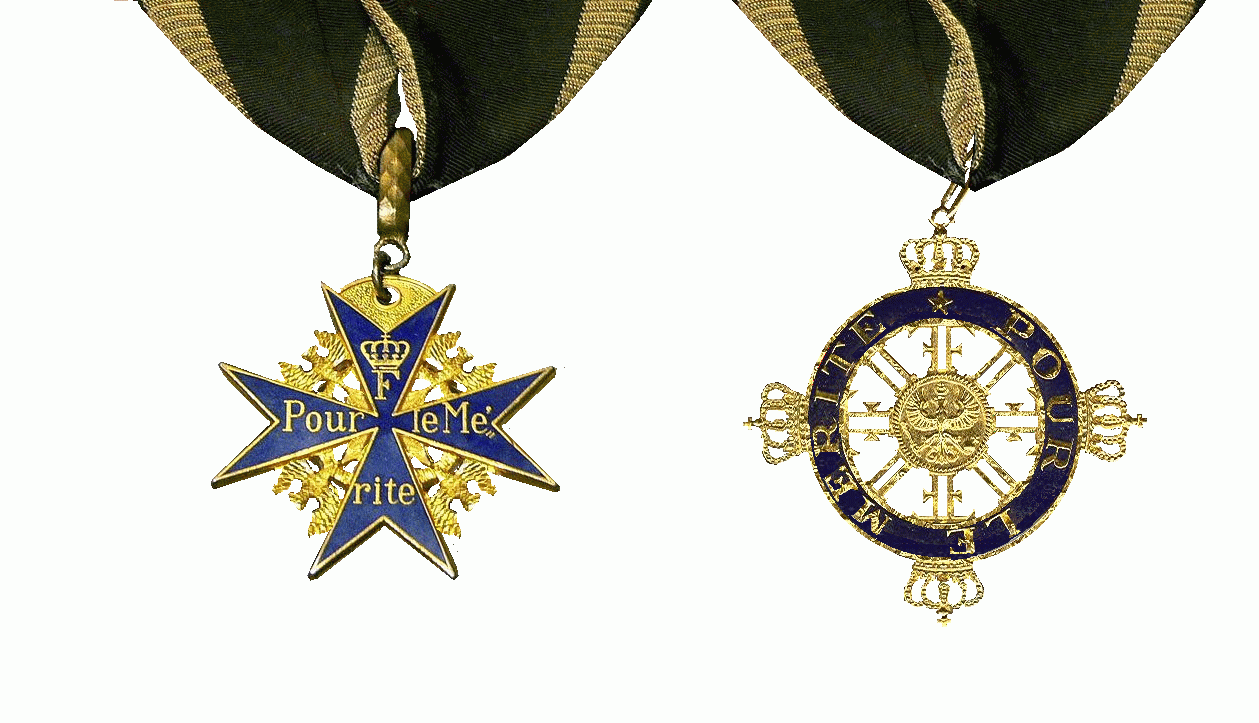
Militärklasse und Friedensklasse des Ordens pour le Mérite

Der Orden pour le Mérite (französisch „Für das Verdienst“) wurde durch König Friedrich II. gestiftet und war die höchste Tapferkeitsauszeichnung, die ein König von Preußen an einen Offizier vergeben konnte. Der Orden geht auf den 1667 gestifteten Ordre de la Générosité zurück.
Den Pour le Mérite gab es in der militärischen Klasse bis 1918. In der zivilen Klasse existiert er auf Anregung Alexander von Humboldts seit 1842 als Orden Pour le mérite für Wissenschaften und Künste. Seit 1952 wird dieser Orden in Form einer halboffiziellen Auszeichnung als vom Bundespräsidenten genehmigtes Ehrenzeichen verliehen.

## Ursprung

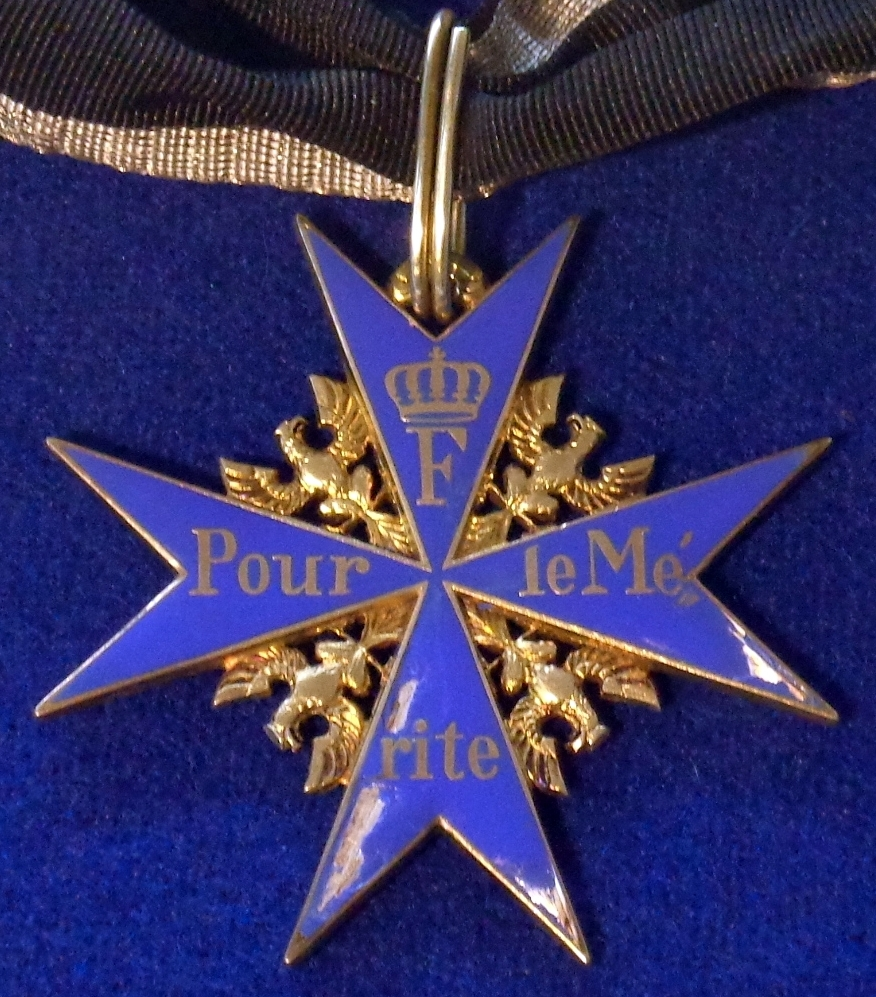
Orden pour le Mérite

1667 stiftete der neunjährige Prinz Friedrich von Brandenburg, der spätere König Friedrich I. in Preußen den Ordre de la Générosité („Orden der Großzügigkeit“, auch „Gnadenkreuz“ genannt), für den allerdings keine Statuten ausgearbeitet wurden. Von diesem Orden, der sporadisch noch bis 1791 an Ausländer verliehen wurde, übernahm Friedrich der Große im Juni 1740 unmittelbar nach seiner Thronbesteigung Gestalt, Farbe und Form der Beschriftung für die Umwidmung in einen Orden pour le Mérite („für das Verdienst“), mit dem er vorwiegend militärische Leistungen belohnen wollte. Fünfmal verlieh er ihn an Zivilisten: 1740 an seinen Wirtschaftsminister Samuel von Marschall, 1742 an den Wissenschaftler Maupertuis und den Kunstkritiker Algarotti, 1748 an den Münsterbergischen Landrat Ernst Wilhelm von Eckwricht-Seyffersdorf und 1750 an seinen Freund Voltaire.

## Militärklasse des Pour le Mérite

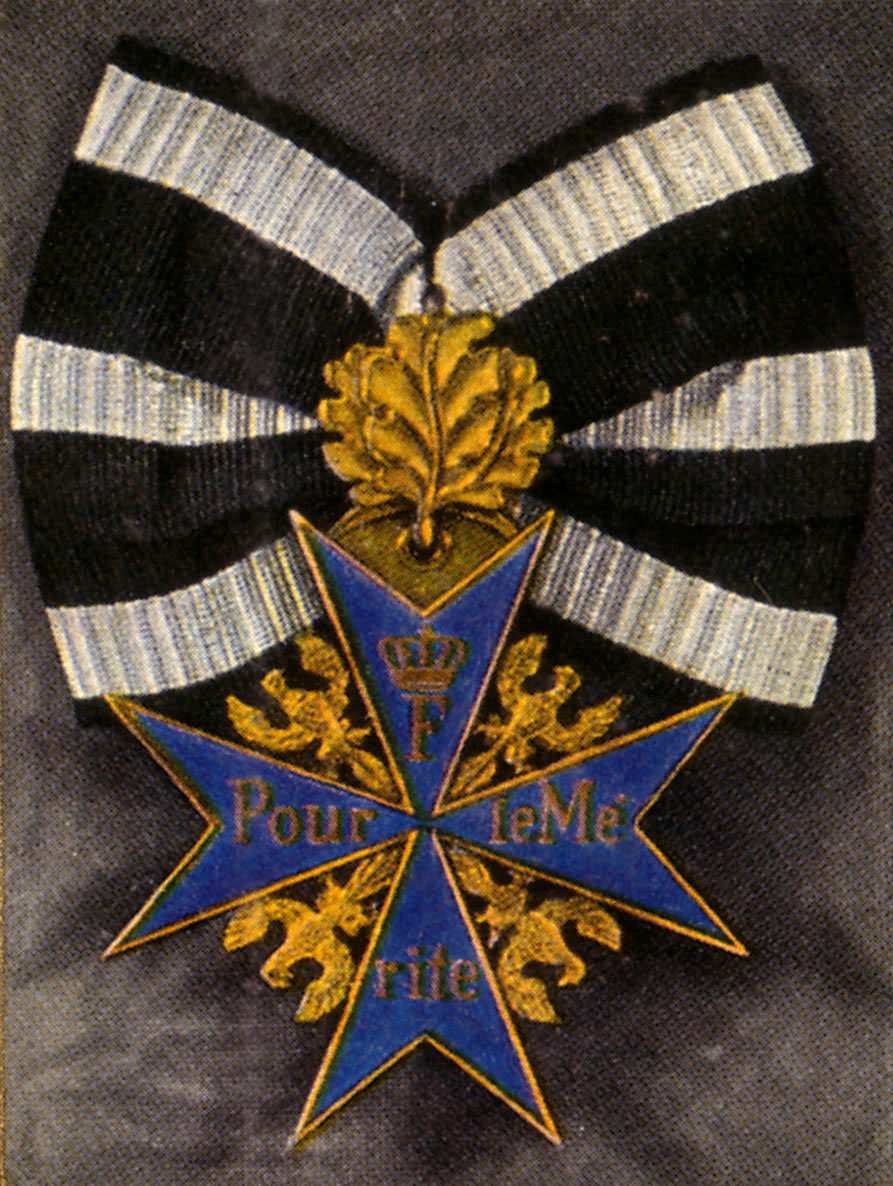
Pour le Mérite mit Eichenlaub

Am 18. Januar 1810 entschied Friedrich Wilhelm III., ihn nur noch für außerordentliche Verdienste auf dem Schlachtfeld zu vergeben, wobei er Offizieren vorbehalten blieb (Unteroffiziere und Mannschaften wurden mit der Verdienstmedaille ausgezeichnet). Die Ordensritter bildeten eine eigene Ritterschaft, die 1816 eintausend Offiziere umfasste. Ihre Mitglieder erhielten einen lebenslangen Ehrensold. 1813 wurde für besonderes Verdienst das „Eichenlaub“ eingeführt – drei goldene Eichenblätter am Ring. Diese Stufe wurde unter anderen Ludwig Adolf Wilhelm von Lützow und Karl Friedrich von dem Knesebeck verliehen.
Aufgrund des aufkommenden Nationalismus zu Beginn des 19. Jahrhunderts wurde der Orden inoffiziell als Militär-Verdienst-Orden bezeichnet, auch wenn er seinen ursprünglichen Namen behielt.
Im Laufe des 19. Jahrhunderts wuchs die Zahl der Ordensritter auf mehrere Tausend. Im Jahr 1844 erfolgte die Einführung der Krone zum Pour le Mérite. Damit konnte ausgezeichnet werden, wer eine mindestens 50-jährige Inhaberschaft des Ordens nachweisen konnte. Insgesamt sind 147 Verleihungen nachweisbar. Wilhelm I. stiftete nach dem Feldzug von 1866 das Großkreuz des Pour le Mérite. Es wurde insgesamt nur fünf Mal, nämlich am 14. November 1866 an König Wilhelm I. von Preußen, Kronprinz Friedrich Wilhelm und an Prinz Friedrich Karl von Preußen (letztere erhielten 1873 das Eichenlaub zum Großkreuz), am 24. April 1878 an Zar Alexander II. von Russland und am 8. März 1879 an Generalfeldmarschall Helmuth von Moltke verliehen.
Der König konnte den Orden auch ausländischen Offizieren verleihen.
Im Ersten Weltkrieg erhielten den Orden als Erste am 7. August 1914 Otto von Emmich und Erich Ludendorff für den erfolgreichen Handstreich gegen das belgische Fort Lüttich. Die Zahl der Ausgezeichneten stieg stark an, allein durch 132 Verleihungen an Jagdflieger für eine Anzahl von Luftsiegen. Der Spitzname „Blauer Max“ für den blauen Orden kam zuerst in deutschen Fliegerkreisen auf, als Max Immelmann ihn am 12. Januar 1916 als erster erhielt, weil er sich in einem viel beachteten Wettlauf um höhere Abschusszahlen äußerst knapp gegen Oswald Boelcke durchgesetzt hatte. Später kamen u. a. Manfred von Richthofen und Hermann Göring zu der Auszeichnung. Andere bekannte Ordensträger waren Erwin Rommel, Paul von Hindenburg und der Schriftsteller Ernst Jünger. Letzterer, 1998 verstorben, war der letzte lebende Träger des Ordens. Im Ersten Weltkrieg wurde das Pour le Mérite 687 Mal verliehen.
Die Ordensinhaber hatten Anspruch auf besondere militärische Ehren. So waren sie stets zuerst zu grüßen, auch von Ranghöheren. Wachen mussten vor ihnen ins Gewehr treten, was sonst nur den unmittelbar vorgesetzten Kommandeuren und Personen aus regierenden Häusern vorbehalten war.
Mit dem Ende der preußischen Monarchie in der Novemberrevolution endete 1918 auch die Geschichte des Militärverdienstordens, der insgesamt 5430 Mal verliehen worden war.

### Insignien

#### Kleinod

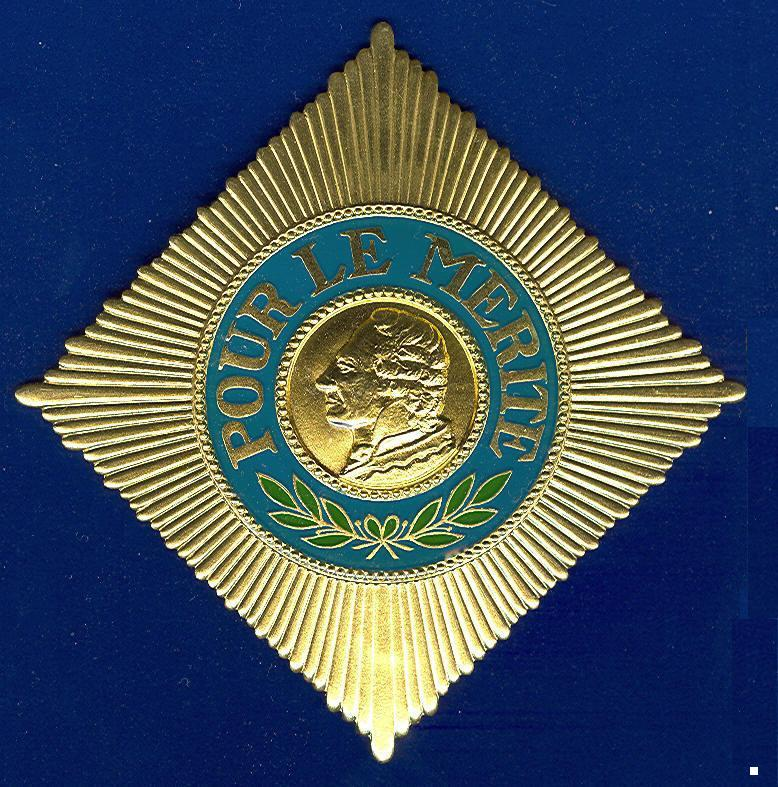
Bruststern zum Großkreuz (Kopie)

Das Kleinod des Ordens besteht aus einem blau emaillierten und golden bordierten achtspitzigen Malteserkreuz, in dessen oberstem Balken in goldener Schrift ein gekröntes F (Friedrich II.) steht, während in den anderen dreien der Ordensname steht: Pour· le Mé· rite. In den vier Kreuzungswinkeln befinden sich goldene, gegenständige ungekrönte Adler. Die Rückseite des Kreuzes ist blau emailliert und glatt.
Beim Großkreuz sind die Adler gekrönt. Das Kreuz besitzt zusätzlich ein goldenes Medaillon mit dem Bildnis Friedrichs des Großen.

#### Stern zum Großkreuz
Der blassgoldene Stern zum Großkreuz ist annähernd rhombisch, in der Mitte befindet sich das Medaillon mit dem Bildnis Friedrichs des Großen. Der blau emaillierte Medaillonring zeigt den Namen des Ordens und zwei grün emaillierte Lorbeerzweige.

#### Ordensband
Das Band ist schwarz mit zwei silbernen Seitenstreifen und schwarzer Bordierung. Bei Verdiensten, die einer zweiten Verleihung (Eichenlaub) entsprochen haben, wurde dem Band ein silberner Mittelstreifen hinzugefügt.

## Friedensklasse des Pour le Mérite für Wissenschaften und Künste

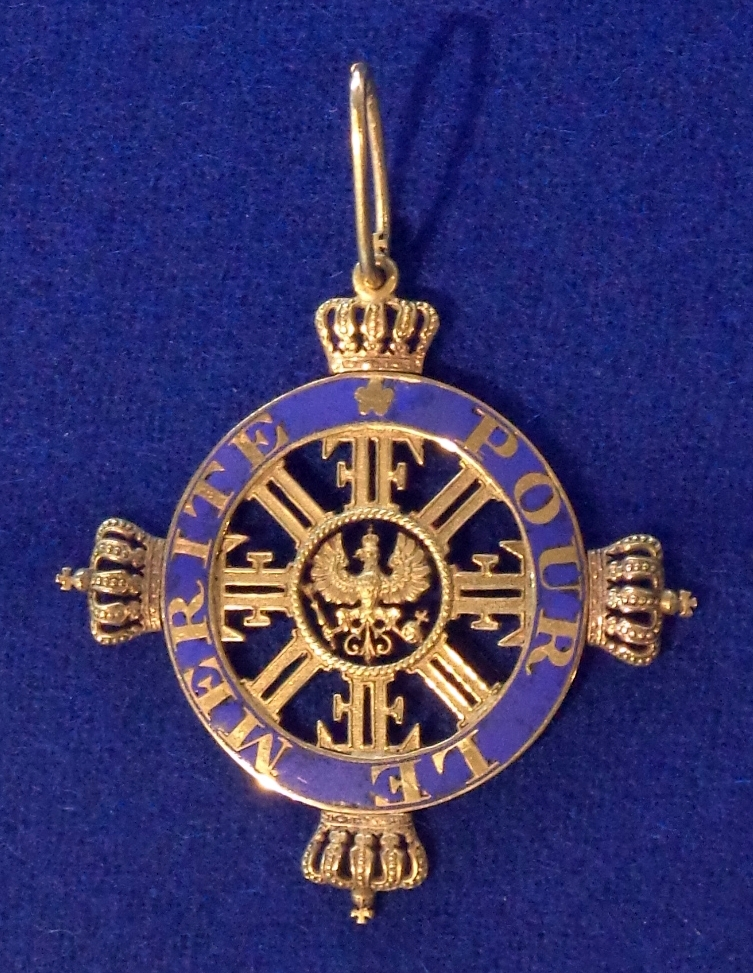
Orden Pour le Mérite für Wissenschaften und Künste

### Stiftung und Geschichte

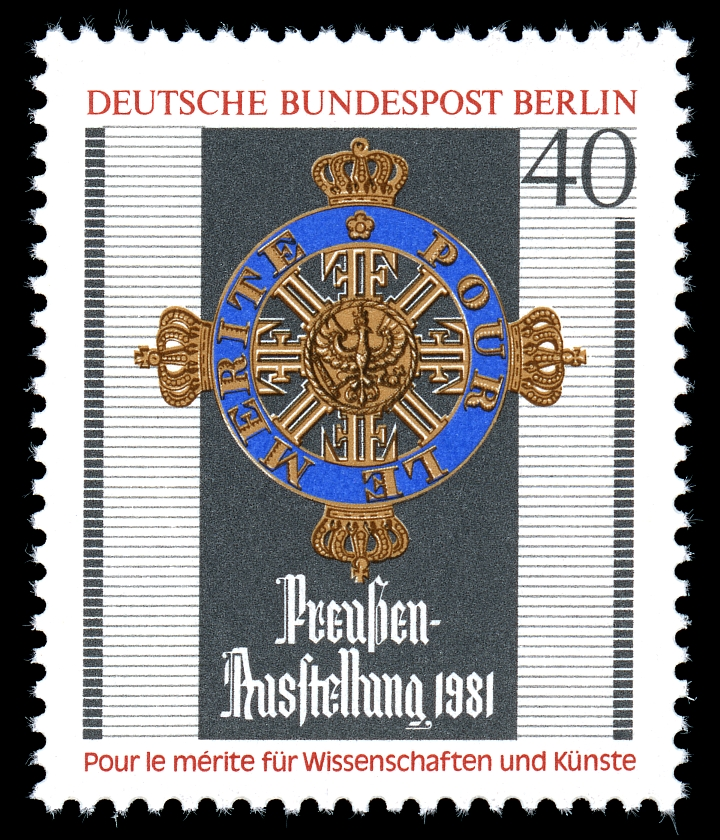
Sonderbriefmarke Orden „Pour le Mérite für Wissenschaften und Künste“ anlässlich der Preußen-Ausstellung in Berlin-Kreuzberg. Berlin 1981

Alexander von Humboldt regte 1842 Friedrich Wilhelm IV. dazu an, eine „Friedensklasse“ des Ordens unter der Bezeichnung Pour le Mérite für Wissenschaften und Künste für die drei Abteilungen Geisteswissenschaften, Naturwissenschaften und Medizin sowie Schöne Künste zu stiften. Die Stiftung erfolgte am 31. Mai 1842. Nach dem Statut waren nur Männer als Mitglieder vorgesehen, Theologen jedoch ausgeschlossen. Der Philosoph Friedrich Wilhelm Joseph von Schelling, der Dichter und Orientalist Friedrich Rückert, der Rechtshistoriker Friedrich Carl von Savigny, der Geologe Christian Leopold von Buch, der Naturwissenschaftler Hans Christian Ørsted und Alexander von Humboldt selbst zählten zu den ersten Inhabern. Adolf von Harnack, der spätere Ordenskanzler, wurde 1902 als erster Theologe aufgenommen.
Bis 1918 erfolgten zahlreiche Verleihungen des Pour le Mérite für Wissenschaften und Künste. Nach Abdankung der Hohenzollern im Zuge der Revolution 1918/1919 wurde der „Pour le Mérite“ nicht mehr als staatliche Auszeichnung verliehen, aber die vom Kaiser verliehenen Orden durften in der Weimarer Republik öffentlich getragen werden. Da die Verfassung von 1919 alle Stiftungen von Orden verbot, organisierten sich die verbliebenen Ordensinhaber als eine freie Gemeinschaft von Künstlern und Gelehrten zur Verleihung ziviler Auszeichnungen. Das Staatsministerium billigte 1924 diesen Brauch. Auf diese Weise wurden unter anderem 1924 Gerhart Hauptmann, 1927 Max Liebermann und 1929 Käthe Kollwitz (als erste Frau) geehrt.
In der Zeit des Nationalsozialismus wurden wieder staatliche Auszeichnungen gestiftet. Die Verantwortung dafür lag zunächst beim Reichspräsidenten Paul von Hindenburg und ging nach dessen Tod 1934 auf den Reichskanzler Adolf Hitler über. Hermann Göring ließ als preußischer Ministerpräsident die bisherigen Inhaber von der Gestapo „auf ihre politische und künstlerische Eignung“ überprüfen, woraufhin der Orden allen Juden und politischen NS-Gegnern wie Kommunisten abgesprochen wurde – unter anderem auch Käthe Kollwitz.

### Nach dem Zweiten Weltkrieg

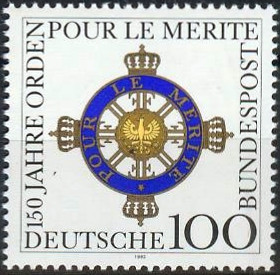
Briefmarke der Bundespost von 1992. Anlässlich 150 Jahre Orden Pour le Mérite

Nach dem Zweiten Weltkrieg unterblieben zunächst Verleihungen der Friedensklasse, doch es bildete sich wie in der Weimarer Republik eine zivile Gemeinschaft mit staatlicher Anerkennung unter dem Namen Orden Pour le Mérite für Wissenschaften und Künste. Bundespräsident Theodor Heuss wurde 1952 Protektor des Ordens. Das Sekretariat des Ordens wird vom Kulturstaatsminister beim Bundeskanzler geführt. So hat nun der „Pour le Mérite“ in Deutschland zwar ein hohes Prestige, doch keinen offiziellen Status wie der Verdienstorden der Bundesrepublik Deutschland.
Die Zahl der Ordensmitglieder ist auf 40 inländische Ordensinhaber beschränkt. Die Zahl der ausländischen Mitglieder soll die Zahl der inländischen nicht übersteigen. Bei der Einteilung der Mitglieder in inländische und ausländische Mitglieder wird nicht nur auf die Staatsangehörigkeit abgestellt, sondern auch auf den maßgeblichen Tätigkeitsort und den Lebensmittelpunkt. So können auch deutsche Staatsangehörige ausländische Mitglieder im Sinne der Satzung sein. Von den inländischen wie den ausländischen Mitgliedern des Ordenskapitels soll etwa die gleiche Anzahl auf die Klassen der Geisteswissenschaften, der Naturwissenschaften und der Künste entfallen. Als Nachfolgerin von Eberhard Jüngel war seit 2013 Christiane Nüsslein-Volhard Ordenskanzlerin. Im Juni 2021 wurde der Prähistoriker Hermann Parzinger zum Ordenskanzler gewählt. Neue Mitglieder werden vom Ordenskapitel auf den jährlichen Sitzungen aufgrund von Vorschlägen des Kanzlers und der Vizekanzler, zu denen jedes wahlberechtigte Mitglied Vorschläge einreichen kann, in freier Wahl durch Stimmzettel gewählt. Mitglieder des Ordenskapitels sind alle Mitglieder des Ordens. Eine Wahl kann nur stattfinden, wenn sich an ihr mindestens zwei Drittel der inländischen Mitglieder beteiligen.

### Insignien
Das Ordenszeichen besteht aus einem blau emaillierten goldenen Ring, an dem außen an vier gegenüberliegenden Stellen die preußische Krone und innen achtmal die Initiale F II Friedrichs II. angebracht sind, während auf dem Ring die Ordensbezeichnung verläuft. In der Mitte befindet sich ein goldenes Medaillon mit Adler. Es ist an ein Glied aus der Collane des Schwarzen Adlerordens angelehnt. Das Ordensband entspricht dem der Militärklasse.
Laut Satzung (in der letztgültigen Fassung von 2010) sind die Ordensinsignien Eigentum der Bundesrepublik Deutschland. Sie werden im wörtlichen Sinne nur verliehen und müssen nach dem Tode des Inhabers zurückgegeben werden.

### Derzeitige Mitglieder

#### Inländische Mitglieder
- Bernard Andreae, Archäologe
- Aleida Assmann, Kulturwissenschaftlerin
- Horst Bredekamp, Kunsthistoriker
- Andrea Breth, Theaterregisseurin
- Peter Busmann, Architekt
- Heinrich Detering, Germanist
- Gerd Faltings, Mathematiker
- Brigitte Fassbaender, deutsche Kammersängerin
- Reinhard Genzel, Astrophysiker (Nobelpreisträger)
- Peter Gülke, Dirigent und Musikwissenschaftler
- Michael Grätzel, Chemiker
- Durs Grünbein, Lyriker
- Jürgen Habermas, Soziologe und Philosoph
- Theodor Hänsch, Physiker (Nobelpreisträger)
- Stefan Hell, Physiker (Nobelpreisträger)
- Robert Huber, Biochemiker (Nobelpreisträger)
- Barbara Klemm, Fotografin
- Klaus von Klitzing, Physiker (Nobelpreisträger)
- Alexander Kluge, Schriftsteller und Filmemacher
- Herta Müller, Schriftstellerin (Nobelpreisträgerin)
- Erwin Neher, Biophysiker (Nobelpreisträger)
- Christiane Nüsslein-Volhard, Entwicklungsbiologin (Nobelpreisträgerin)
- Jürgen Osterhammel, Historiker
- Svante Pääbo, Paläogenetiker (Nobelpreisträger)
- Hermann Parzinger, Prähistoriker
- Hubertus von Pilgrim, Bildhauer und Kupferstecher
- Uğur Şahin, Mediziner
- Bert Sakmann, Mediziner (Nobelpreisträger)
- Peter Schäfer, Judaist
- Karl Schlögel, Osteuropahistoriker
- Christian Tomuschat, Jurist und Völkerrechtler
- Özlem Türeci, Medizinerin
- Wim Wenders, Regisseur

#### Ausländische Mitglieder
- Daniel Barenboim, argentinisch-israelisch-spanisch-palästinensischer Pianist und Dirigent
- Caroline Walker Bynum, US-amerikanische Mediävistin
- Gerhard Casper, deutsch-amerikanischer Jurist
- Emmanuelle Charpentier, französische Mikrobiologin und Genetikerin (Nobelpreisträgerin)
- Christopher Clark, australischer Historiker
- Hans Clevers, niederländischer Zellbiologe
- David Chipperfield, britischer Architekt
- Lorraine Daston, US-amerikanische Wissenschaftshistorikerin
- Georges Didi-Huberman, französischer Bildwissenschaftler und Philosoph
- Norman Foster, Baron Foster of Thames Bank, britischer Architekt
- Anthony Grafton, US-amerikanischer Historiker
- Stephen Greenblatt, US-amerikanischer Literaturwissenschaftler
- Michael Haneke, österreichischer Filmregisseur
- Heinz Holliger, Schweizer Komponist, Dirigent und Oboist
- Rudolf Jaenisch, deutscher Biologe[8]
- Eric Kandel, österreichisch-US-amerikanischer Neurobiologe (Nobelpreisträger)
- Gidon Kremer, lettischer Violinist
- György Kurtág, ungarischer Komponist
- Jean-Marie Lehn, französischer Chemiker (Nobelpreisträger)
- Willem Levelt, niederländischer Sprachwissenschaftler
- Claudio Magris, italienischer Literaturwissenschaftler und Schriftsteller
- Péter Nádas, ungarischer Schriftsteller und Fotograf
- John Neumeier, US-amerikanischer Tänzer und Choreograph
- Onora O’Neill, Baroness O’Neill of Bengarve, britische Philosophin
- András Schiff, ungarisch-österreichisch-britischer Pianist
- James J. Sheehan, US-amerikanischer Historiker
- Peter Stein, deutscher Regisseur[8]
- Stig Strömholm, schwedischer Rechtsgelehrter
- Sarah Stroumsa, israelische Arabistin
- Michael Tomasello, US-amerikanischer Anthropologe
- Susan Trumbore, US-amerikanische Geologin
- Robert Allan Weinberg, US-amerikanischer Krebsforscher
- Charles Weissmann, Schweizer Molekularbiologe
- Eric Wieschaus, US-amerikanischer Entwicklungsbiologe (Nobelpreisträger)
- Christoph Wolff, deutscher Musikwissenschaftler[8]
- Anton Zeilinger, österreichischer Physiker (Nobelpreisträger)
- Rolf Zinkernagel, Schweizer Immunologe (Nobelpreisträger)

### Verstorbene Mitglieder
Als einziges Mitglied gab der Physiker Albert Einstein sein Ordenszeichen 1933 an den Kanzler des Ordens Max Planck zurück und lehnte bei vortastenden Gesprächen über das Wiederaufleben des Ordens 1951 einen Wiedereintritt ab. Louis Pasteur weigerte sich, mit dem „Pour le Mérite“ ausgezeichnet zu werden.

## Mitglieder beider Klassen
Bedingt durch die vollkommen unterschiedlichen Verleihungsanforderungen sind nur sehr wenige Geehrte mit beiden Klassen ausgezeichnet worden.
- Helmuth Karl Bernhard von Moltke, Historiker und Generalfeldmarschall – Kriegsklasse „mit Eichenlaub, Krone und Brillanten“
- Julius von Verdy du Vernois, General der Infanterie
- Otto von Bismarck, Staatsmann
- Hermann von Kuhl, Historiker und General der Infanterie – Kriegsklasse „mit Eichenlaub“

## Sonstiges
- Als „Pour le Mérite des Unteroffiziers“ galt das 1864 gestiftete preußische Goldene Militär-Verdienst-Kreuz.
- Das ausschließlich an Offiziere verliehene Ritterkreuz (seit 1866 mit Schwertern) des Königlichen Hausordens von Hohenzollern galt seit 1851 als informelle Vorstufe der militärischen Klasse des Pour le Mérite, war für dessen Verleihung aber keine Voraussetzung. Analog war das Kreuz der Inhaber (seit 1864 mit Schwertern) den Unteroffizieren vorbehalten; hier galt es als „Pour-le-Mérite-Ersatz“, war aber dem Goldenen Militär-Verdienst-Kreuz nicht ebenbürtig.
- Das Kanonenboot Iltis war das einzige Schiff der Kaiserlichen Marine, dem das Führen des Pour le Mérite im Bugwappen gestattet war.
- 1966 drehte John Guillermin einen Film mit James Mason und George Peppard in den Hauptrollen mit dem Titel Der Blaue Max.
- Die Kleist stellen mit 30[11] und die Pfuel mit vierzehn erworbenen Militärorden die Geschlechter mit den meisten Auszeichnungen des Pour le Mérite.[12]
- In der NS-Zeit wurde der gelbe „Judenstern“ auch spöttisch als „Pour le Sémite“ („Für den Juden“) bezeichnet.[13]
- Der seit 1975 verliehene Bul le Mérite des Bundes Deutscher Kriminalbeamter spielt auf den Pour le Mérite sowie den Ausdruck „Bulle“ an.

### Militärklasse
- Beiträge zu einem Verzeichniß der von Friedrich dem Großen ernannten Ritter des Ordens pour le mérite. In: Beiheft zum Militair-Wochenblatt. 1872, 5. Heft, S. 162–184 (Digitalisat)
- Gustaf Lehmann: Die Ritter des Ordens pour le mérite. 2 Bände, Mittler, Berlin 1913, Band 1: 1740–1811 und Band 2: 1812–1913 (vollständige Namensliste mit Aktenstücken zu den Umständen der Verleihung).
- Hanns Möller: Geschichte der Ritter des Ordens „pour le mérite“ im Weltkrieg. 2 Bände, Bernard & Graefe, Berlin 1935.
- Christian Zweng: Der Orden Pour le Mérite und sein Vorgänger Orden de la Générosité. Geschichte, Träger, Hersteller der Originale, Fälschungen. Institut für Deutsche Phaleristik und Militärgeschichte, Osnabrück 2014, ISBN 978-3-95868-000-5.
- Christian Zweng: Die Ritter des Ordens Pour le Mérite 1740–1918. Namentlich erfaßt und nach den Stufen des Ordens gegliedert. Biblio-Verlag, Osnabrück 1998, ISBN 3-7648-2503-0.
- Karl-Friedrich Hildebrand, Christian Zweng: Die Ritter des Ordens Pour le Mérite des I. Weltkriegs.
  - Band 1: A–G. Biblio Verlag, Osnabrück 1999, ISBN 3-7648-2505-7.
  - Band 2: H–O. Biblio Verlag, Osnabrück 2003, ISBN 3-7648-2516-2.
  - Band 3: P–Z. Biblio Verlag, Bissendorf 2011, ISBN 3-7648-2586-3.
- William E. Hamelman, Dennis Martin: The history of the Prussian Pour le Mérite order. Band 1: 1740–1812. PHV-Verlag, Offenbach am Main [1999?], ISBN 3-932543-91-2.
- Kevin Brazier: The Complete Blue Max: A Chronological Record of the Holders of the Pour Le Mérite, Prussia's Highest Military Order, from 1740 to 1918. Pen & Sword Books, 2013, ISBN 978-1-84884-816-0.

### Pour le mérite für Wissenschaften und Künste
- Die Friedensclasse des preussischen Ordens – pour le mérite – für Verdienste um Wissenschaft und Kunst. In: Illustrirte Zeitung. Nr. 27. J. J. Weber, Leipzig 1. Januar 1844, S. 11 (Digitalisat in der Google-Buchsuche).
- Orden Pour le merite für Wissenschaften und Künste. Reden und Gedenkworte. Lambert Schneider, Heidelberg 1, 1954/55ff.
- Hans Rothfels: Theodor Heuss, die Frage der Kriegsorden und die Friedensklasse des Pour le mérite. In: Vierteljahrshefte für Zeitgeschichte. Band 17, 1969, S. 414–422 (PDF; 6,3 MB)
- Orden Pour le Mérite für Wissenschaften und Künste. Die Mitglieder des Ordens. Band 1: 1842–1881. Berlin 1975, ISBN 3-7861-6189-5; Band 2: 1882–1952. Berlin 1979, ISBN 3-7861-1125-1; Band 3: (1953–1992), Gerlingen 1994, ISBN 3-7953-0374-5.
- Nina Grunenberg: Ein Club für erlauchte Geister. In: Die Zeit. Nr. 32/1976, S. 44. Kein Platz für Rebellen. Nr. 33/1976, S. 44. Ohne Fliege geht es nicht. Nr. 34/1976, S. 48.
- E. Neumann-Redlin von Meding: Die Geschichte des Friedensordens „Pour le Mérite“ im Blickwinkel der Königsberger Naturwissenschaften. Königsberger Bürgerbrief Nr. 71, 2008, ZDB-ID 512732-4, S. 56–59.
- Horst Fuhrmann: Pour le mérite. Über die Sichtbarmachung von Verdiensten; eine historische Besinnung. Thorbecke, Sigmaringen 1992, ISBN 3-7995-4159-4, (PDF)